# Tivoli Friheden
Koordinaten: 56° 8′ 14″ N, 10° 11′ 45″ O
Tivoli Friheden ist ein Freizeitpark in Aarhus, Midtjylland ( Dänemark), der am 2. Mai 1958 eröffnet wurde.

## Achterbahnen
| Name      | Typ                                  | Hersteller                 | Eröffnungsjahr |
| --------- | ------------------------------------ | -------------------------- | -------------- |
| Bisværmen | Spinning Coaster, Familienachterbahn | SBF Visa Group             | 2016           |
| Dragen    | Big Apple, Familienachterbahn        | Pinfari                    | 2001           |
| Tyfonen   | Wilde Maus, Spinning Coaster         | Zamperla                   | 2006           |
| Vindfald  | Stahlachterbahn mit Inversionen      | Gerstlauer Amusement Rides | 2024           |

### Ehemalige Achterbahnen
| Name             | Typ                     | Hersteller    | Eröffnungsjahr    | Schließungsjahr  |
| ---------------- | ----------------------- | ------------- | ----------------- | ---------------- |
| Cobra            | Inverted Coaster        | Sartori Rides | 2008              | 2022             |
| Cyklon 73        | Zyklon                  | unbekannt     | 1973              | 1986             |
| Orkanens Øje     | Zyklon                  | Pinfari       | 1986              | 2018             |
| unbekannter Name | Holzachterbahn, Bobbahn | unbekannt     | 1964 oder früher  | 1964 oder später |
| unbekannter Name | Holzachterbahn          | unbekannt     | zw. 1958 und 1960 | 1960 oder später |

Auf der Achterbahn Cobra löste sich 2008 ein Wagen, wodurch 4 Personen verletzt wurden. Am 14. Juli 2022 kam es zu einem Unfall, bei dem eine 14-Jährige starb und ein 13-Jähriger verletzt wurde. Der Park wurde daraufhin bis auf Weiteres geschlossen, der Unfall wird von der Polizei untersucht, die Achterbahn Cobra soll danach abgebaut werde, erklärte der Parkdirektor Henrik Ragborg Olsen am 15. Juli 2022. Nach dem Abbau der Cobra zu Beginn des Jahres 2023 wurde am gleichen Standort die Achterbahn Vindfald errichtet und 2024 eröffnet.